# Agriocnemis corbeti
Agriocnemis corbeti är en trollsländeart som beskrevs av Kumar och Prasad 1978. Agriocnemis corbeti ingår i släktet Agriocnemis och familjen dammflicksländor. IUCN kategoriserar arten globalt som otillräckligt studerad. Inga underarter finns listade i Catalogue of Life.